# State of Decay 2
State of Decay 2 es un videojuego de supervivencia desarrollado por la empresa Undead Labs y publicado por Microsoft Studios. Es una secuela del videojuego de 2013 State of Decay. El juego ha tenido su lanzamiento el 22 de mayo de 2018, para las plataformas Xbox One y Microsoft Windows.

## Jugabilidad
State of Decay 2 es un juego de supervivencia zombi en el que la jugabilidad se experimenta desde una perspectiva en tercera persona. El juego se desarrolla en un entorno de mundo abierto y presenta un modo de juego cooperativo con hasta tres jugadores más.

## Desarrollo y lanzamiento
State of Decay 2 está siendo desarrollado por la empresa Undead Labs y será publicado por Microsoft Studios. El juego está siendo desarrollado con el motor Unreal Engine 4. El juego fue anunciado el 13 de junio de 2016, en la presentación de la E3 de Xbox de Microsoft. El juego estaba programado para ser lanzado en 2017 para Windows 10 y la consola de videojuegos Xbox One. En la sesión informativa de Xbox en la E3 2017 de Microsoft, se anunció que el juego se lanzaría en el 2018. Finalmente, el juego se lanzó el 22 de mayo de 2018 a precio reducido tanto en Xbox One como en Windows 10. Además, el juego entró a formar parte del catálogo de juegos deXbox Game Pass desde el mismo día de lanzamiento.

## Recepción
State of Decay 2 tuvo una gran acogida entre la comunidad de Windows 10 y Xbox One. El título llegó a contar con más de dos millones de jugadores en sus dos primeros días de vida.